# Chiesa di San Giovanni Battista (Treviso)
La chiesa di San Giovanni Battista (oggi utilizzata come battistero) è un importante esempio di architettura romanica in Treviso. Intitolato a san Giovanni Battista, l'edificio sorge a nord della cattedrale; si affaccia in piazza del Duomo ed è costeggiata da via Calmaggiore.

## Storia
L'attuale battistero di San Giovanni, di epoca poco precedente a quella dell'antico Duomo romanico (i documenti offrono indizi vaghi ma non prove sicure), si presume fosse in origine una chiesa: i battisteri coevi sono infatti in genere caratterizzati da una pianta rotonda o comunque centrale mentre l'edificio è a pianta rettangolare ad una navata.
La chiesa, che già dopo il 1222 in seguito ad un terremoto subiva un primo restauro, venne a più riprese rimaneggiata: nel 1531-32 dal canonico Francesco Oliva, verso il 1561 e nel XIX secolo.
Nel XIV o XV secolo alla chiesa furono addossati degli edifici sul fianco e sulla facciata (un portico viene dipinto da Francesco Dominici nel dipinto Processione del 1571). La casa sul davanti, come ricordava un'iscrizione dipinta sulla facciata, fu demolita nel 1815; gli edifici sul fianco settentrionale sono stati demoliti nel 1935.
La chiesa fu restaurata fra il 1911 e il 1913 a cura dell'Associazione per il patrimonio artistico trevigiano, nel 1935 con fondi del municipio (in tale occasione vennero in particolare rifatti il frontone ed il cornicione tuttora visibili) e nel secondo dopoguerra.

## Descrizione
L'edificio in laterizio con paramento a vista sorge su un alto zoccolo segnato da blocchi di trachite. 
Ha pianta rettangolare con abside semicircolare sporgente.

### Esterno
La facciata a capanna è divisa in cinque campi da lesene raccordati in alto da archetti pensili. Il campo centrale, più largo, è a tre archetti sotto i quali si aprono gli altrettanti fornici di una trifora, i campi laterali a due. Sopra la serie di archetti una riga di mattoni, posti a dente di sega rientranti, gira anche sui lati cingendo tutto l'edificio.
Il portale ha stipiti in cotto lisci e un robusto architrave in trachite sopra il quale si apre un arco tondo. Ai lati del portale sono murati alcuni fregi d'epoca romana. Sopra la lunetta e la trifora è invece collocato un bassorilievo in pietra d'Istria del XIV secolo raffigurante la Decollazione di san Giovanni Battista.
Per consentire l'accesso all'aula è stata costruita, nel secondo dopoguerra, una scala a due rampe in mattoni in corrispondenza del portale.
I fianchi sono anch'essi caratterizzati da campi del tutto simili a quelli in facciata, solo le dimensioni sono leggermente differenti.
Nel fianco meridionale, diviso in sette campi (il terzo e il quinto più piccoli), si apre una porta, analoga al portale principale, cui si accede grazie a tre scalini semicircolari moderni. La lunetta è qui affrescata con una Madonna con santi Giovanni Battista e Prosdocimo (opera bizantino-romanica del XIII secolo). La finestra immediatamente superiore è moderna.
Nel sesto comparto è aperta una nicchia ad arco gotico anch'essa decorata con la figura di San Giovanni Battista con i santi Cristoforo e Giacomo e tre angeli a fresco (XV secolo).
Una scala addossata al principio del Cinquecento taglia in parte i due ultimi scomparti e conduce all'attigua Scuola del Santissimo Sacramento.
Nel fianco settentrionale, caratterizzato anch'esso da sette campi di ampiezze irregolari, si apre una porta non servita da scala e sormontata da una rozza rappresentazione dell′Agnus Dei.
Nell'abside è visibile la forma originaria del cornicione con esili e rade mensoline in mattone a sorreggere una cornice molto semplice, sempre in laterizio. Affiancano l'esedra due finestrelle molto strette con arco a tutto sesto.
Presso l'abside, un campaniletto più tardo.

### Interno
A pianta rettangolare con presbiterio sporgente; nella parete di fondo, ai lati dell'arco di trionfo si aprono due absidiole ricavate nello spessore del muro una piccola abside.
Il soffitto, rifatto, è ora piatto con raccordi a centina.

## Galleria d'immagini

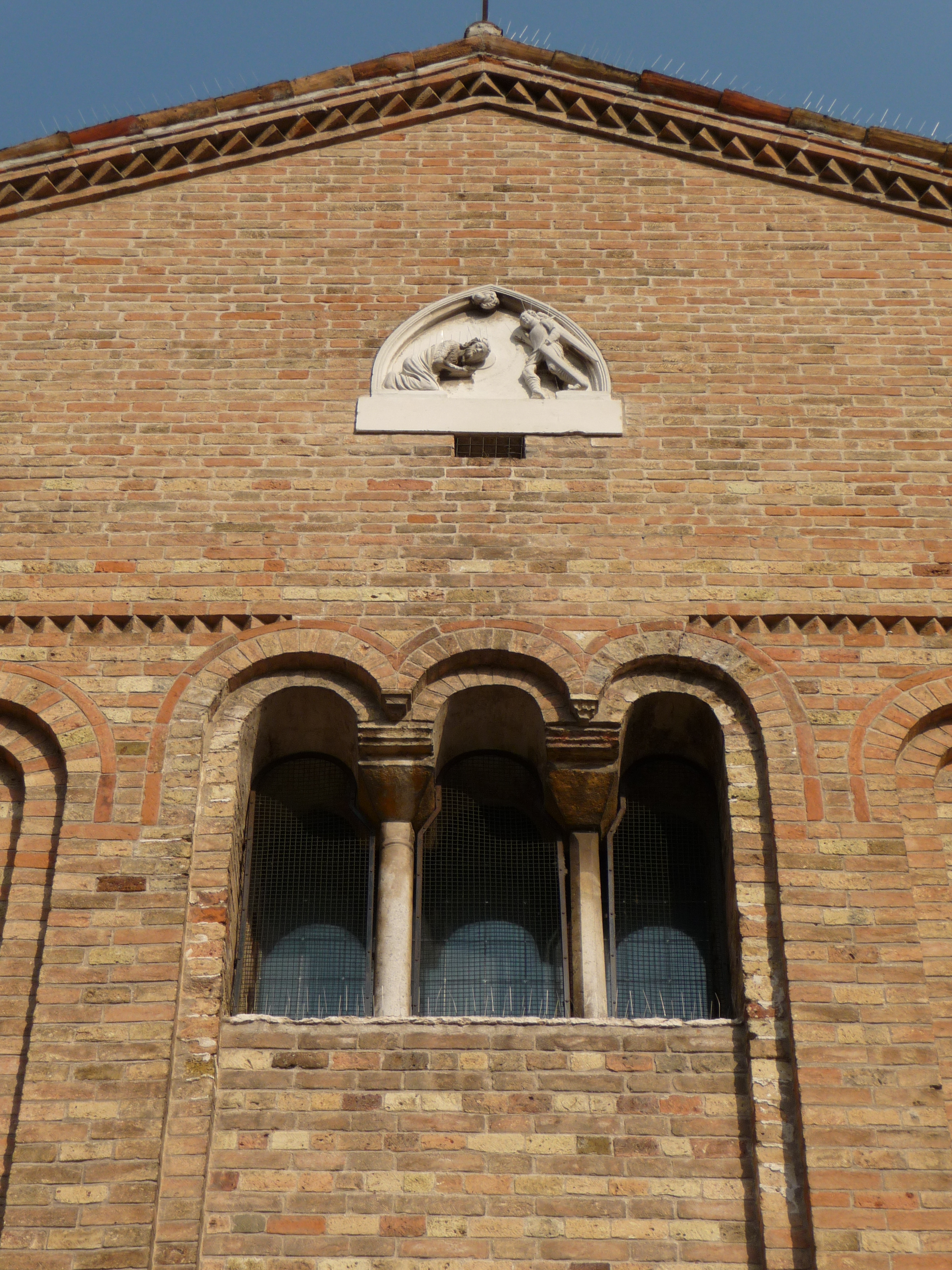
Particolare della trifora e del bassorilievo in facciata
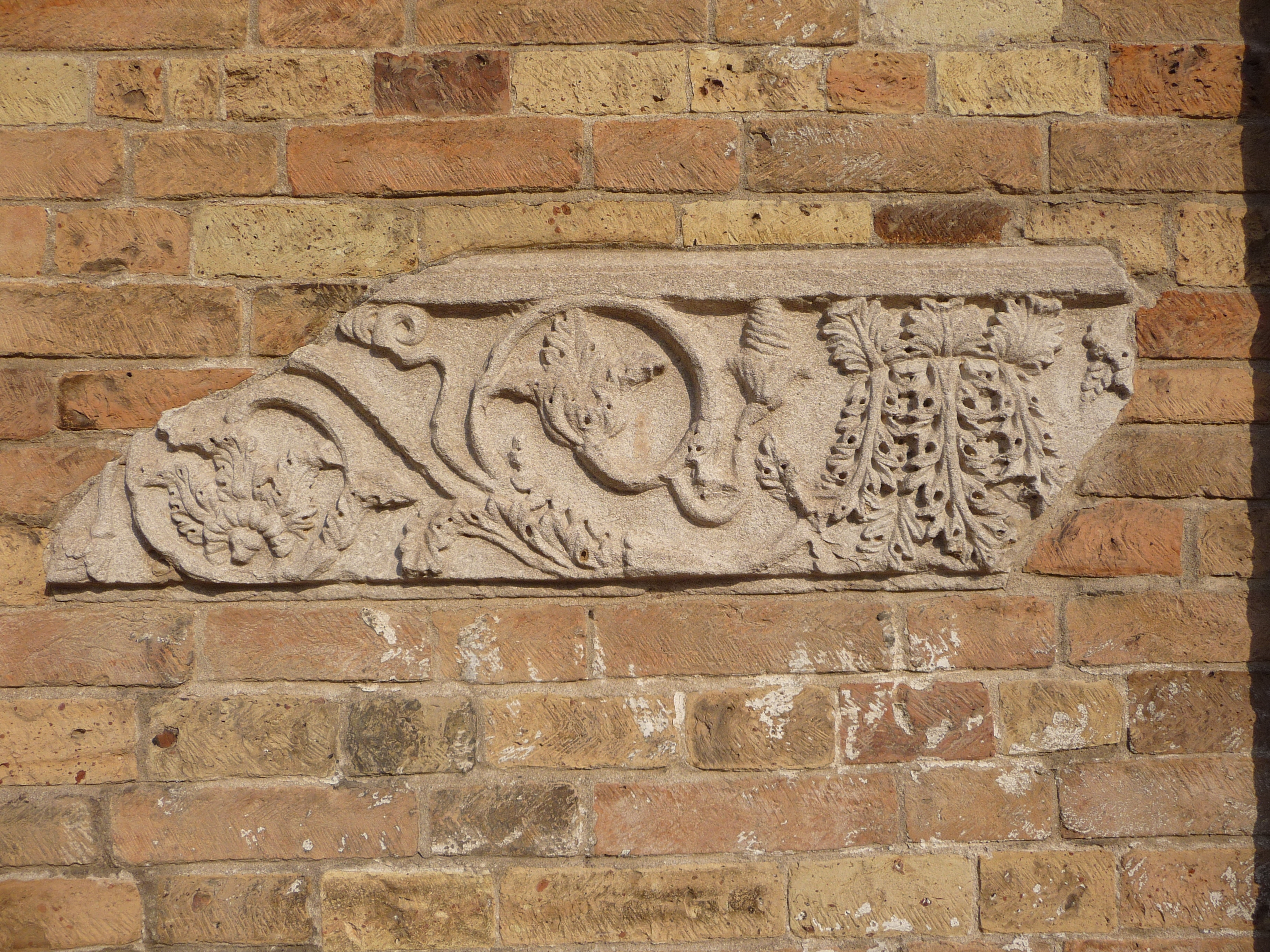
Bassorilievo di epoca romana murato in facciata
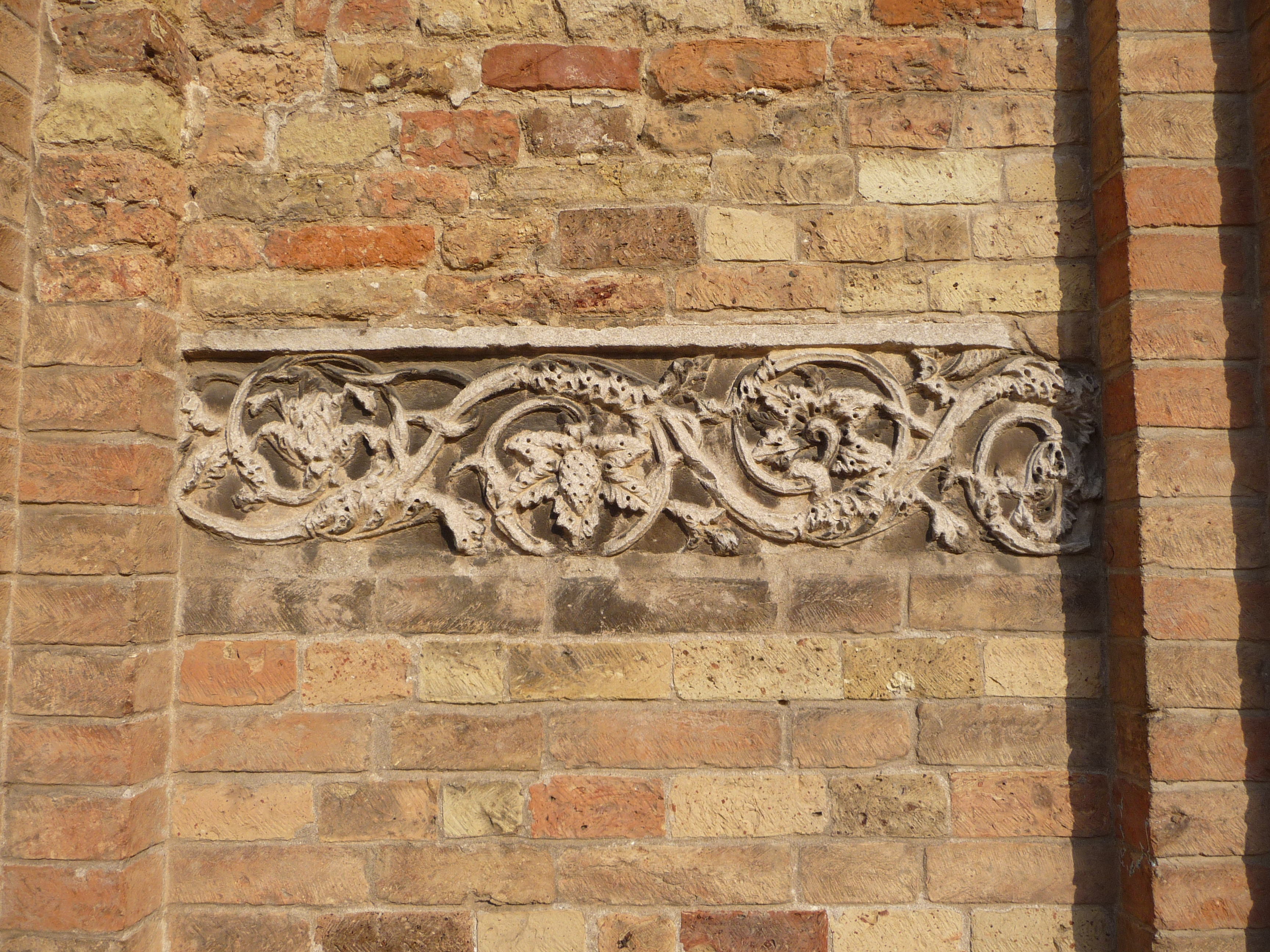
Bassorilievo di epoca romana murato in facciata
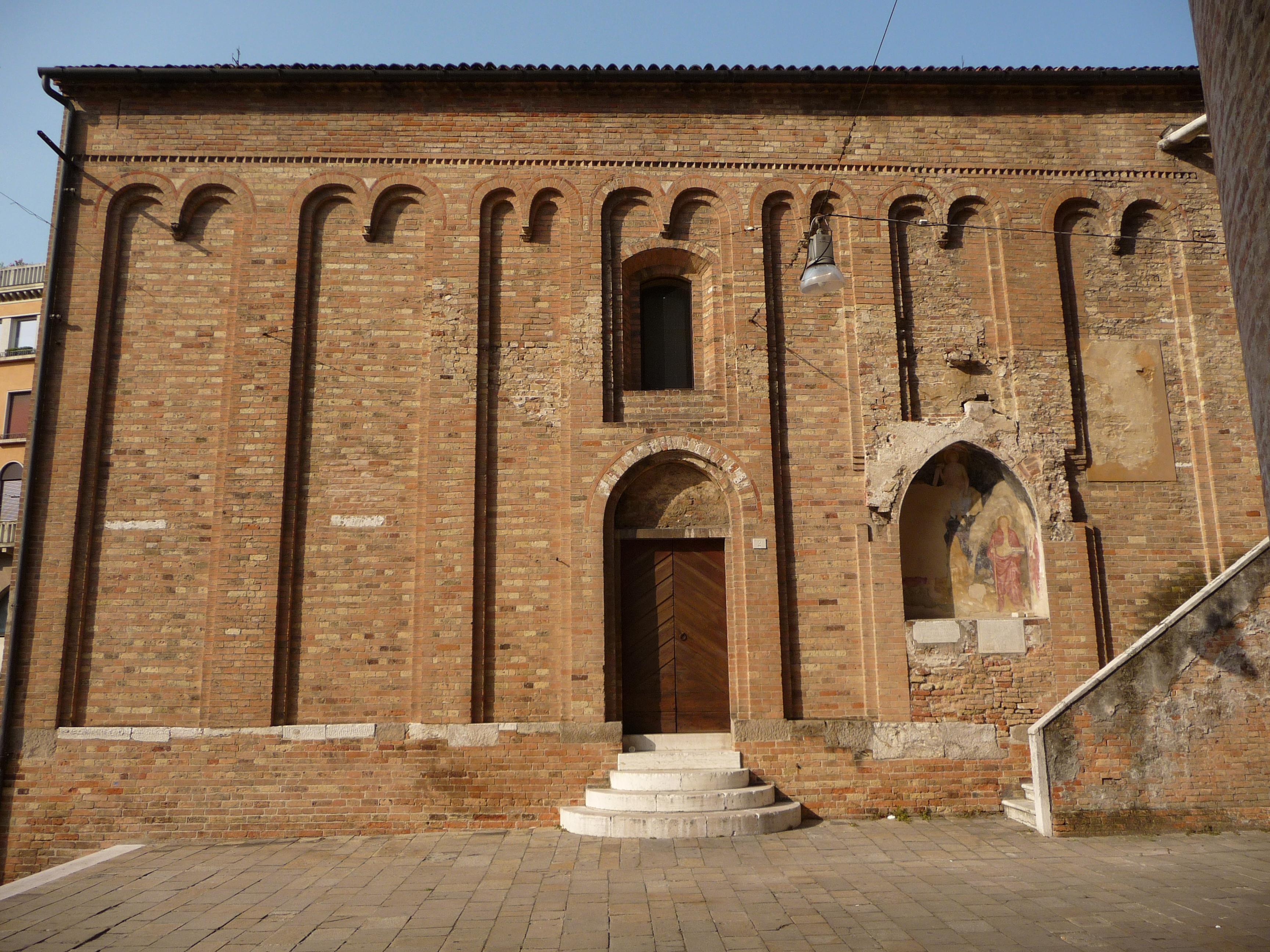
Fianco meridionale
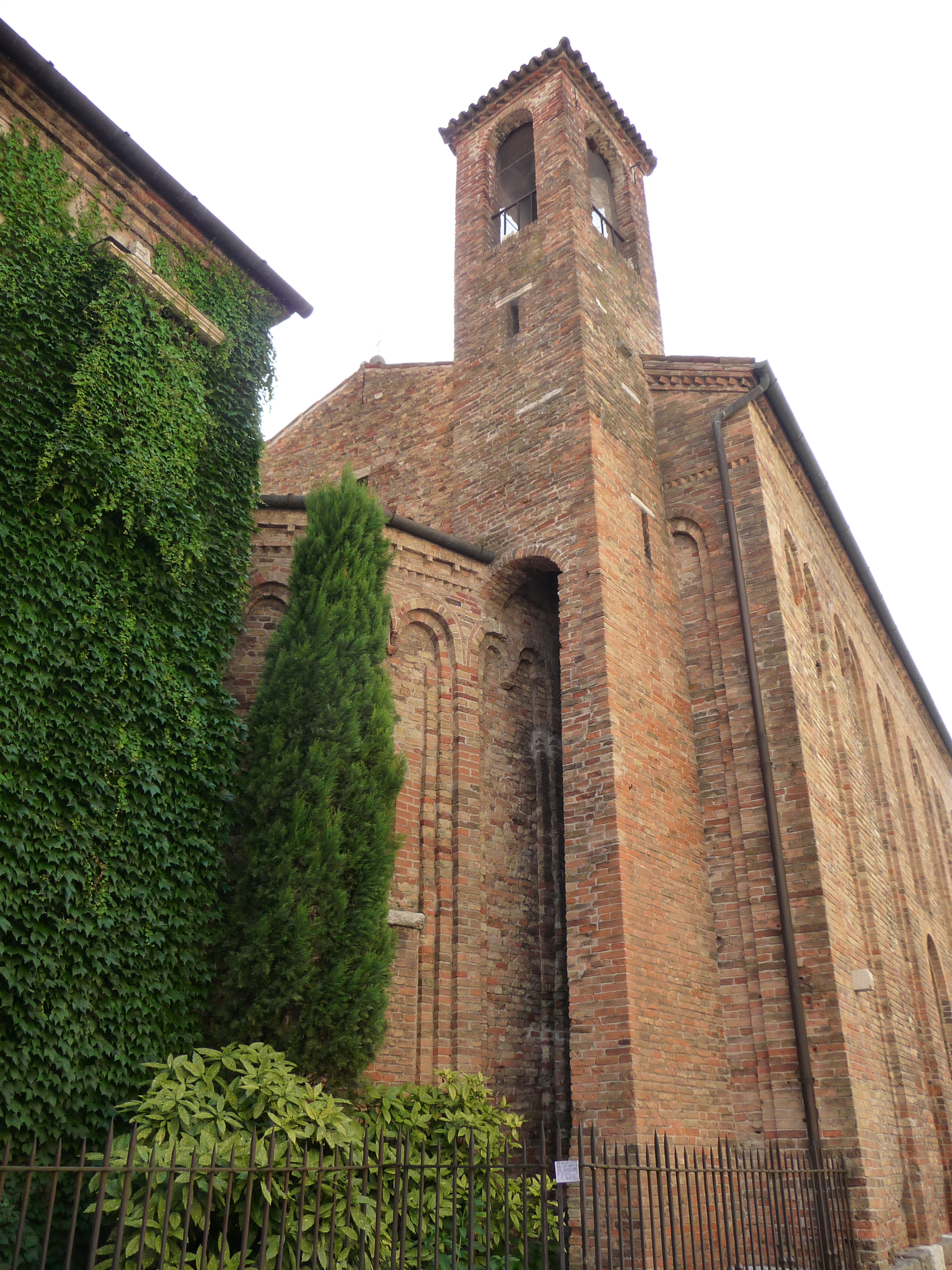
Zona absidale con il campanile
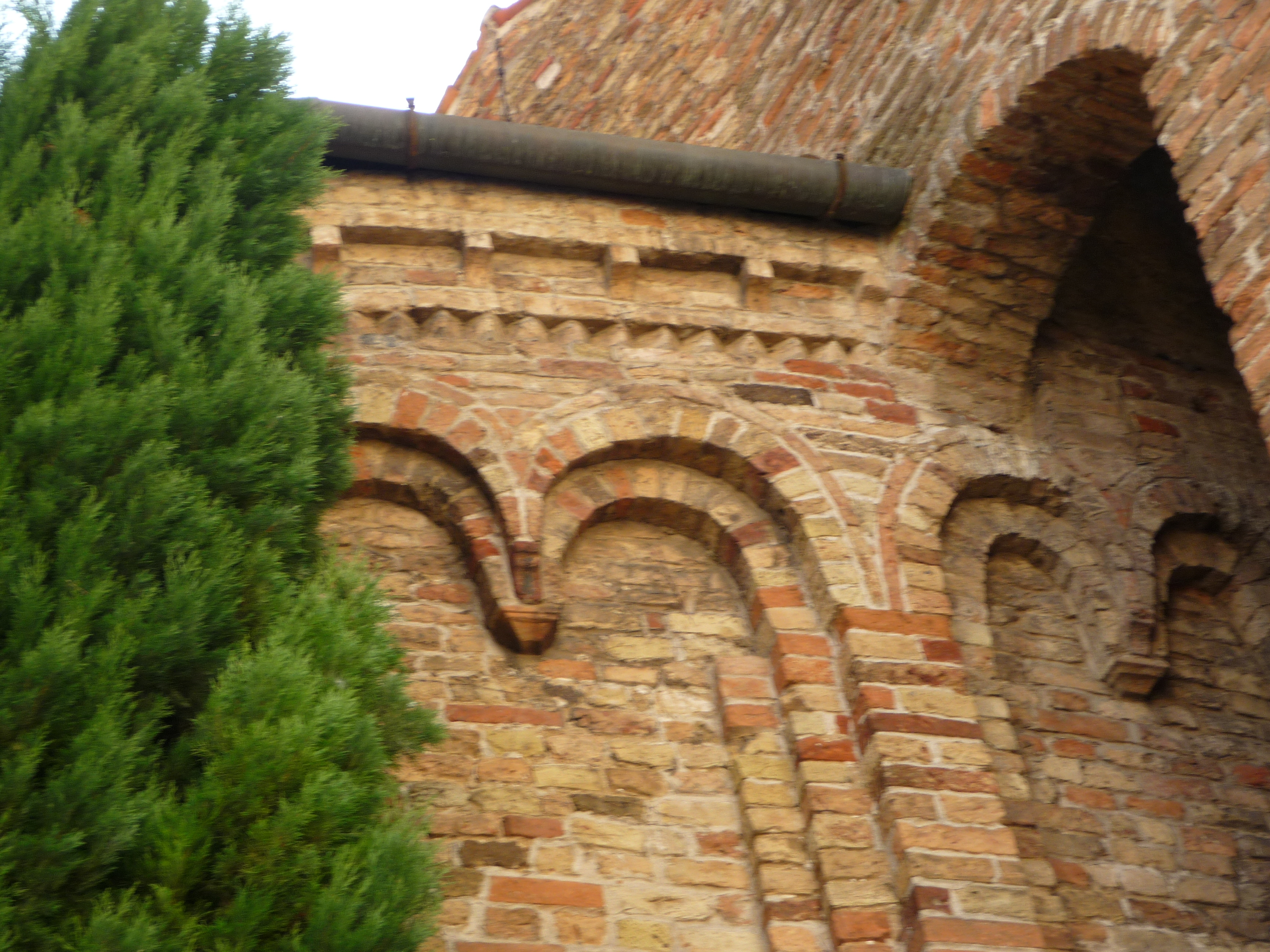
Particolare del cornicione nella zona absidale
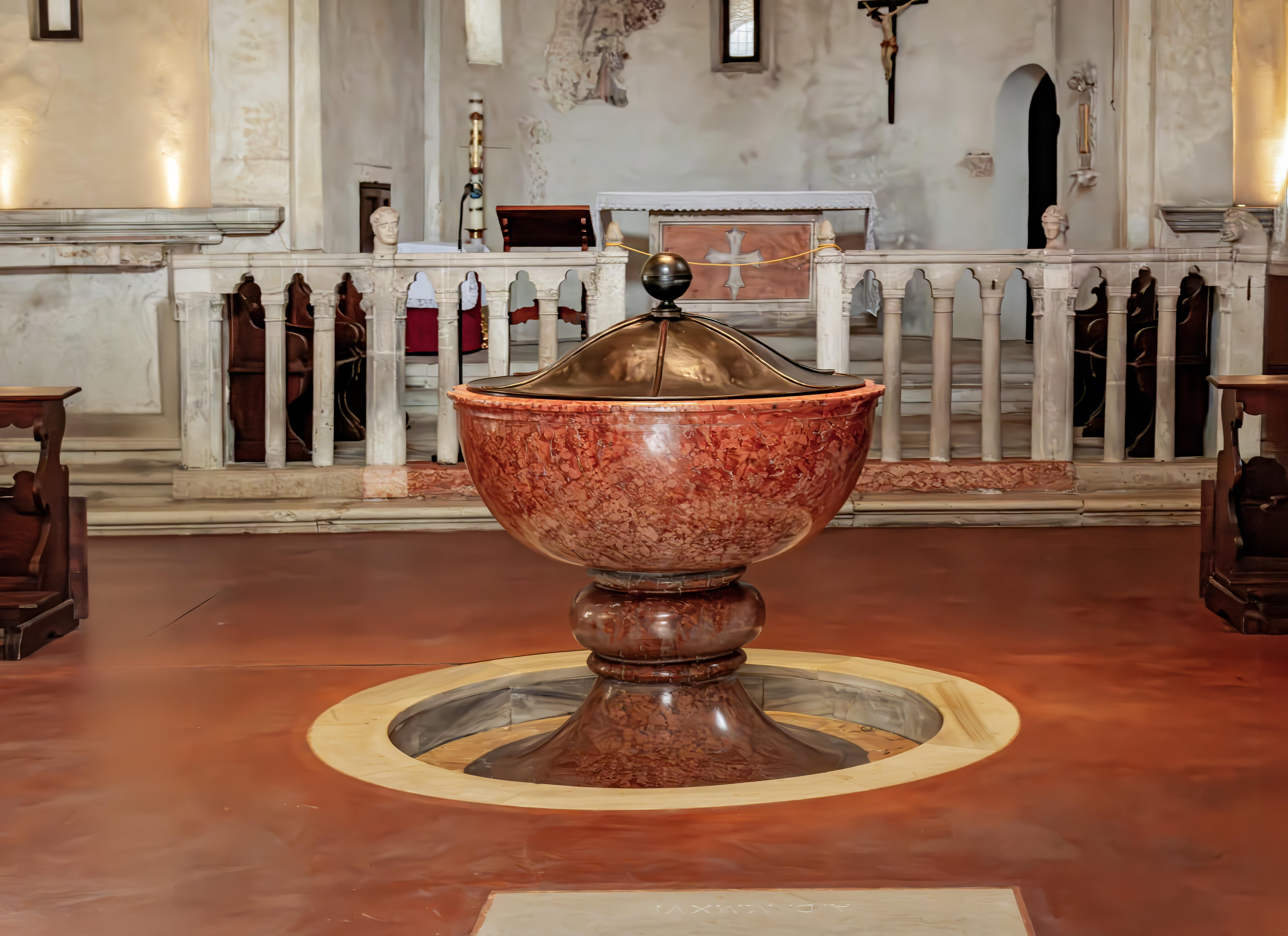
Battistero della chiesa di San Giovanni Battista
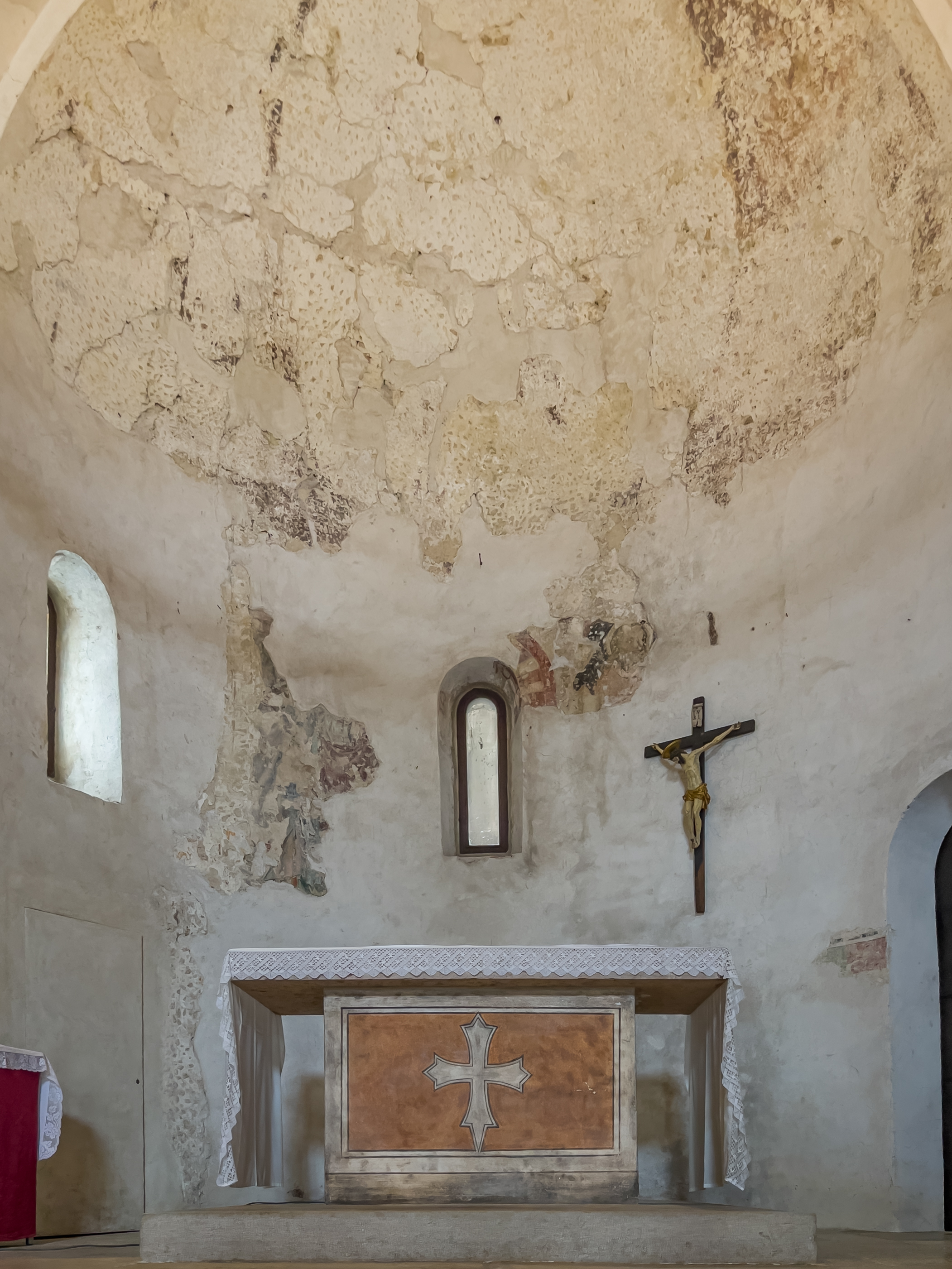
Dettagli dall'interno
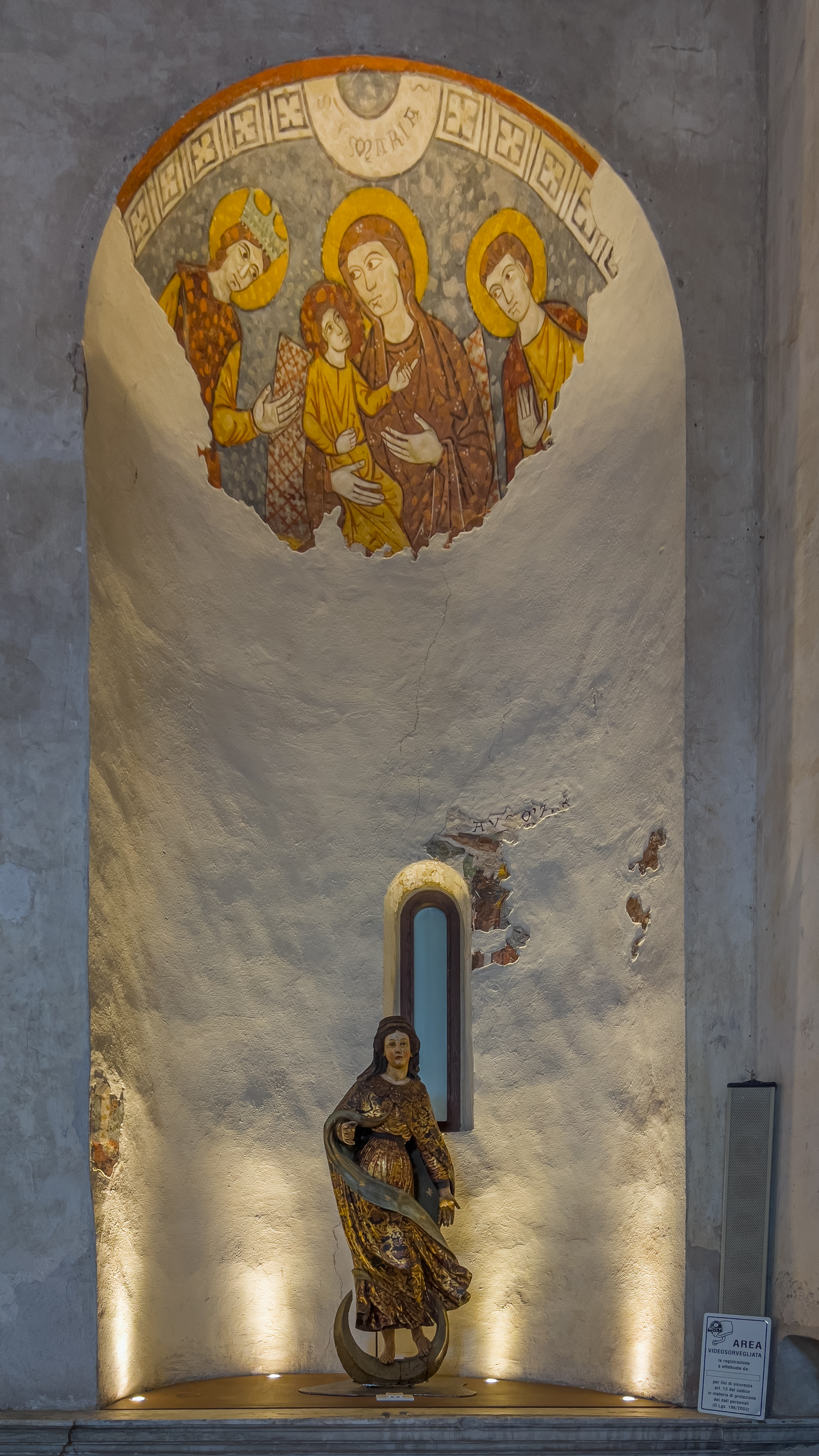
Dettagli dall'interno